# 林鶚 (景泰進士)
林鶚（1423年—1476年），字一鶚，浙江承宣布政使司台州府黃岩縣（今浙江省黃岩市）人，明朝政治人物。

## 生平
浙江鄉試第二十六名。景泰二年（1451年）進士，授監察御史，監京畿鄉試。
奪門之變后，林鶚擔任鎮江府知府，改蘇州府知府。
成化初年，升爲江西按察使，之後任江西布政使。成化六年（1470年），任南京刑部右侍郎，后改本部刑部右侍郎。成化十二年（1476年）病卒。贈刑部尚書，諡恭肅。

## 家族
曾祖父林養民；祖父林廷賛；父亲林純，曾任湖口縣學訓導。

### 書目
- 丘濬，《刑部右侍郎林公鶚墓誌銘》，《國朝獻徵錄》，46卷，237-238
- 吳寛，《通議大夫刑部右侍郎太平林公神道碑》，《皇明名臣墓銘》，1冊，409-413
- 張廷玉等，《明史》，中華書局點校本。

## 外部連結
- 林鶚 （页面存档备份，存于） 中研院史語所